# Gökhan Özen
Ahmet Gökhan Özen (29 de noviembre de 1979, Ankara) es un músico, artista y compositor turco.

## Biografía
Gökhan Özen es uno de los ídolos del pop de Turquía un compositor e intérprete de potente voz.
Después de graduarse de T.E.D. Escuela Superior de Ankara en 1996, se trasladó a Estambul a estudiar en la Facultad de Ciencias Económicas y Administrativas  "Yıldız Technical University".
Comenzó su educación musical en 1986 en la Ópera del Estado de Ankara, específicamente en el coro Polifónico del Ballet.En 1988 ingresó al Coro Infantil de la música clásica turca en el TRT Ankara. donde practicó bajo la supervisión de los artistas de la principal emisora Turca (Gurbuz Ozgen, Caner Kemal y Uncu Cemile) donde también recibió cursos especiales de guitarra y teclado.
Mientras estudiaba en la universidad, comenzó a trabajar como DJ en diferentes emisoras de radio nacionales y estudió guitarra en la "Academy Istanbul".
Su primer show en vivo, "Gökhan Özen'le Canlı" fue en Best FM en 1999. Su álbum debut, "Özelsin", lanzado en el año 2000 se produjo después de su show en vivo, el tema "Üşüyorum", fue el primer video del álbum.
Su segundo álbum "Duman Gözlüm" fue un éxito, el sencillo del álbum "Aramazsan Arama" recorrió todo el mundo durante todo el año 2001 "Ayaz" fue el video del álbum.
En 2003 publicó "Civciv" en DMC, el álbum alcanzó el estatus de platino y "Amaan! Boşver" fue el tema elegido para el vídeo del disco,  álbum sería relanzado en una versión remix con la adición del tema "Yemezler". "Civciv, Herşeyde Biraz Sen Varsın, Amaan! Boşver", fueron los videos del álbum.
El 14 de febrero de 2004, exclusivamente relacionados con el Día de San Valentín, 1000 CDs de la canción "Herşeyde Biraz Sen Varsın" fueron distribuidos a sus fanes.
El álbum "Aslında", fue lanzado en la sesión de septiembre de 2004 después de un duro trabajo de 5 meses del cual también se hizo cargo de la producción del mismo álbum, el título del álbum "Aslında" fue asignado por sus fanes en internet. "Öyle Büyü Ki Kalbimde, Sana Yine Muhtacım, Kader Utansın, Bitanesi"sin..., Yaşın Tutmaz" fueron los videos del álbum.
En 2005, salió a la luz su principal canción, "Kalbim Seninle", con dos vídeos grabados por las dos canciones del mismo CD, "Benim İçin N'apardın" y "Kalbim Seninle"
Entró en acción la vida como actor profesional en 2006, en una serie de televisión llamada "Sevda Çiçegi" y su rendimiento fue sorprendente como actor y llegó a la cima de todas las listas de la TV turca que obligó a la producción a prolongar el número de episodios, y desde entonces, ha estado recibiendo ofertas de varios canales de televisión nacionales y de productores,  sin embargo, con el fin de preparar su nuevo disco de 2007, cuando decidió tomar un descanso en su vida artística como cantante dedicándose a la actuación se encerró en su estudio durante meses para ponerse a trabajar en lo que sería su quinto álbum para el 2007 "Resimler ve Hayaller", mientras también hacia su presentación en una nueva serie de televisión llamada "Yalan Dünya". "Tövbeliyim, Aglamak Sirayla, Inkar Etme", fueron los videos del álbum.
En 2008 lanza "Bize Ask Lazim" con 8 temas de los cuales se han hecho videos de "Vah Vah, Bize Ask Lazim y Resimler&Hayaller".
Luego de 2 años lejos de la música, en 2010 lanza el simple "Daha Erken" y luego lanzaría su álbum "Başka" de los cuales se han realizado los videos de los temas "Teslim Al, Aşk Yorgunu, Sitemkar, Daha Erken, Ezdirmem"
En 2011 emprendió junto a su esposa y productora la serie "Yıldız Masalı" donde interpreta a un roquero que vive con tres niñas (kızlar) el año cierra con la novedad de que va a ser padre.
En 2012 se retira por completo de la actividad para dedicarle tiempo a su esposa y futuro hijo y pone en suspenso varios proyectos, Ada Deren Özen nace el 16 de julio, y en noviembre retoma la actividad en el estudio de grabación de su productora y se suma a colaborar con su amiga del alma Demet Akalın participando de su nuevo álbum con el tema Yıkıl Karşımdan, del cual compuso la música, la letra y participó del mismo.
El 14 de febrero de 2013 presenta en CEVAHiR AVM el tema Seni Seviyorum ante una multitud donde difunde el mensaje de amor en 1 hora de concierto. Aprovecha la ocasión para referirse a la violencia de género "violencia contra la mujer, NO!"
El 15 de marzo de 2013 finalmente luego de 3 años, lanza "Milyoner" un álbum que contiene 13 temas de distintos estilos musicales.
Corren rumores, de que en este año podría hacer un dueto con la cantante mexicana Belinda, alternando ella en su idioma (español) y él en turco. 
Es un gran artista y una gran voz.

## Discografía
- 2000: Özelsin

1. Sebebim Sensin
2. Balıklara Yem Olduk
3. Nerdesin
4. Gidenlere
5. Özelsin "Tazem"
6. Üşüyorum
7. Aşkım
8. Dayanamam
9. Özel Kız
10. Yüreğinden Uzaklara
- 2001: Duman Gözlüm

1. Aramazsan Arama
2. Feda Olsun
3. Duman Gözlüm
4. Tabir-i Caizse
5. Sonlardayım
6. Köprü
7. Gönlümün Sahilinde
8. Dön Çarem
9. Ayaz
10. Ezberimsin
- 2002: Duman Gözlüm (Remix)

1. Ayaz II
2. Aramazsan Arama (Remix)
3. Köprü II
4. Gönlümün Sahilinde
5. Feda Olsun
6. Tabir-i Caizse
7. Ayaz
8. Aramazsan Arama
9. Duman Gözlüm
10. Ezberimsin
11. Dön Çarem
12. Tabir-i Caizse (Acústico)
13. Sonlardayım
14. Köprü
15. Ayaz (Club Mix)
- 2003: Civciv

1. Civciv
2. Beni De Gör Yarabbim
3. Can Yoldaşım
4. Yemezler
5. Masum Kedi
6. Hatırla
7. Herşeyde Biraz Sen Varsın
8. Çıtırım
9. Bir Veda Hikayesi
10. Amaan! Boşver
11. Dönemem
12. Ödedim
13. Yemezler (Remi
- 2004: Her şeyde Biraz Sen Varsın

1. Herşeyde Biraz Sen Varsın
2. Herşeyde Biraz Sen Varsın
- 2004: Aslında

1. Öyle Büyü Ki Kalbimde
2. Yaşın Tutmaz
3. Sana Yine Muhtacım
4. Kader Utansın
5. Aslında
6. "Bitanesi"sin...
7. Yavaş Ol Yavaş
8. Dayanamam
9. Sahillere
10. Mazim Değil
11. Yavaş Ol Yavaş II
- 2005: Kalbim Seninle

1. Benim İçin N'apardın
2. Kalbim Seninle
3. One More Time
4. Kader Utansın (Club Edit)
5. Kalbim Seninle (Acústico)
6. Benim İçin N'apardın (Versión de Nazan Öncel)
- 2007: Resimler & Hayaller

1. Ağlamak Sırayla
2. Tövbeliyim
3. Seni Özledim
4. Resimler & Hayaller
5. Buraya Kadar
6. İnkar Etme
7. Kalsın
8. İkimiz de Kaybettik
9. Tövbeliyim (R&B)
10. Tadı Yok
11. Yalan Dünya
12. Seni Özledim (Trio)
13. Aslında II
14. İkimiz de Kaybettik (Acústico)
15. İnkar Etme (Acústico)
- 2008: Bize Aşk Lazım

1. Vah Vah
3. Öldürür Sevdan
4. Yüzyılın Aptalı
5. Kınalım
6. Bize Aşk Lazım!
7. Vah Vah (R&B)
8. Resimler Hayaller (Reedición)
- 2010: Daha Erken

1.Daha Erken
2.Daha Erken (con DJ Burak Yeter)
3.Daha Erken (con DJ Hüseyin Kabadayı)
4.Daha Erken (con Suat Ateşdağlı)
- 2010: Başka

1. Teslim Al
2. Aşk Yorgunu
3. Sitemkar
4. Ezdirmem
5. Oyna
6. Siyah Beyaz Günlerim
7. Güvercin
8. Gülümse Aşkım
9. Unuturum
10. Dilim Varmaz
11. Özlenensin
12. Yaralı Sevdam
13. Daha Erken
14. Sen Beni Unut
15. Aşk Yorgunu (Acústico)
16. Güvercin (Acústico)
- 2011: Nereye Kadar(Simple)

1. Nereye Kadar
- 2013: Milyoner

1. Milyoner
2. Budala
3. Seni Seviyorum
4.  İki Yeni Yabancı
5. Benden Sorulur
6. Ne Farkeder
7. Sahte Hoşçakal
8. Aşk En Çok Bize Yakışır
9. Sensizlik Kıyamet
10. Nereye Kadar
11. Gelemem
12. Budala  (Acústico)
13. İki Yeni Yabancı  (Versión)
- 2015: Maske

### Premios
| Año  | Premio                                       | Categoría                              |
| ---- | -------------------------------------------- | -------------------------------------- |
| 2001 | Altın Kelebek Ödülleri                       | Mejor Artista Revelación               |
| 2001 | Magazin Gazetecileri Dernegi                 | Mejor Artista del año                  |
| 2001 | Tebeşir.com Ödülleri                         | Premio de Honor del mundo de la música |
| 2001 | Siyaset Meydanı                              | Mejor Artista joven                    |
| 2001 | Popsav Şarkı Günleri                         | premio de agradecimiento               |
| 2002 | Kral Tv Video Müzik Ödülleri                 | Mejor Artista Revelación               |
| 2004 | İstek Vakfı                                  | Mejor Artista pop Revelación           |
| 2004 | İstanbul Fm Altın Ödülleri                   |                                        |
| 2004 | 2. Mü-Yap Müzik Ödülleri                     | Disco de diamante (Civciv)             |
| 2005 | Future Müzik Ödülleri                        | Mejor Artista pop masculino            |
| 2005 | Radyo'nun Yıldızları                         | Mejor Artista Revelación               |
| 2005 | İstanbul Fm Altın Ödülleri                   |                                        |
| 2006 | 4. Mü-Yap Müzik Ödülleri                     | Disco de oro (Kalbim Seninle)          |
| 2007 | İstanbul Fm Altın Ödülleri                   | Mejor Artista pop masculino            |
| 2008 | 6. Mü-Yap Müzik Ödülleri                     | Disco de oro (Resimler ve Hayaller)    |
| 2013 | Siyaset Dergisi Ödülleri                     | Mejor Dueto (Yıkıl Karşımdan)          |
| 2013 | Şişli Belediyesi 1.Sihirli Mikrofon Ödülleri | Mejor Artista pop radio                |

## Filmografía
| Año  | Título        | Rol         | Nota              |
| 2006 | Sevda Çiçeği  | Selim       | Actor             |
| 2007 | Yalan Dünya   | Saner, Ömer | Cantante y actor. |
| 2011 | Yıldız Masalı | Kaya        | Actor             |